# Acartiidae
Acartiidae es una familia de calanoides.

## Géneros
- Acartia Dana, 1846
- Acartiella Sewell, 1914
- Paracartia T. Scott, 1894
- Paralabidocera Wolfenden, 1908
- Pteriacartia Belmonte, 1998